# IC 1614
IC 1614 је елиптична галаксија у сазвјежђу Рибе која се налази на листи објеката дубоког неба у Индекс каталогу.
Деклинација објекта је + 33° 11' 25" а ректасцензија 1h 5m 6,9s. Привидна величина (магнитуда) објекта IC 1614 износи 16,6 а фотографска магнитуда 17,6. IC 1614 је још познат и под ознакама NPM1G +32.0038, PGC 2025913.